# Publilio Optaciano Porfirio
Publilio Optaciano (o quizás Octaviano) Porfirio (s . IV d. C.) fue un poeta latino.

## Biografía
La información biográfica sobre Optaciano es escasa e incierta: se trata principalmente de un horóscopo de Julio Fírmico Materno, que, a pesar de la oposición de algunos estudiosos, parece referirse a él, y algunas inscripciones epigráficas.
Quizás nació en África de una familia no noble (su abuelo, Ateio Junio Tiberiano, era tribunus militum), tuvo un hermano y, después del matrimonio, también un hijo. Formó parte de los senadores paganos bajo Majencio y, en 322, participó en la campaña contra los sármatas dirigido por el emperador Constantino I, en cuya corte habría gozado de gran prestigio.
Sin embargo, en 322 o 323 Optaciano cayó en desgracia con el emperador y, después de la condena, fue enviado al exilio el año 325, probablemente en la pequeña ciudad africana de Siga. Las verdaderas causas no están muy claras, pero parecen estar ligadas al adulterio (que él mismo negó firmemente en el poema II, 31) y a prácticas mágicas, absolutamente incompatibles con el giro cristiano que al Imperio dio Constantino el Grande. Tras reconciliarse con el emperador, llegó a ser prefecto de la ciudad de Roma en el año 330. 
Porfirio escribió, presumiendo de cortesano ingenio y a imitación de los τεχνοπαíγνια griegos (Simmias de Rodas, Dosíadas, Teócrito) varias carmina figurata cuyo tema más habitual era un panegírico o elogio de Constantino el Grande. Buen conocedor de la tradición caligramática alejandrina, pero también de la propia tradición latina (Ausonio) mezcla acrósticos y caligramas; algunos son solo figuras geométricas; otros poseen formas reconocibles (de siringa o zampoña, de órgano hidráulico, de un altar o ara); bastantes poseen además acrósticos, mesósticos y telésticos, o mensajes ocultos en vertical o incluso en diagonal en el interior del texto, lo que crea un género nuevo, el laberinto (en los caligramas la forma externa sugería el contenido de los poemas, pero en los laberintos son las letras las que dibujan dentro del texto significativas figuras geométricas). Destaca en especial en sus laberintos la presencia del crismón, emblema cristiano y anagrama de Jesucristo.
Veintiocho poemas se han conservado bajo su nombre, de los cuales veinte se incluyen en el Panegírico. Este volumen fue compuesto posiblemente después del año 325 con una epístola nuncupatoria algo aduladora dedicada a Constantino; en algunas ediciones se inserta también una epístola de respuesta del emperador; quizá fue este obsequio el que logró recuperarle la confianza de Constantino.

## Influjo
Sus laberintos fueron muy imitados en la Edad Media por los escritores en lengua latina. En España, por ejemplo, a mediados del siglo IX, Eulogio de Córdoba encontró un manuscrito de Porfirio Optaciano con sus poemas figurativos en algún centro monástico del Pirineo navarro. El poeta visigodo Eugenio de Toledo compuso bastantes laberintos, incluso acrotelésticos, y el Códice Vigilano (975) ofrece una colección de poemas figurados verdaderamente virtuosos del monje riojano del cenobio de San Martín de Albelda, Vigilán.

## Un laberinto poético
Meramente como ejemplo podemos considerar el poema VIII de la colección. En este poema el versus intexti forma el Crismón y su nombre "Iesus":
|    |  | A | C | C | I | P | E | P | I | C | T | A | N | O | V | I | S | E | L | E | G | I | S | L | V | X | A | V | R | E | A | M | V | N | D | I |
|    |  | C | L | E | M | E | N | T | I | S | P | I | A | S | I | G | N | A | D | E | I | V | O | T | V | M | Q | V | E | P | E | R | E | N | N | E |
|    |  | S | V | M | M | E | F | A | V | E | T | E | T | O | T | A | R | O | G | A | T | P | L | E | B | S | G | A | V | D | I | A | R | I | T | E |
|    |  | E | T | M | E | R | I | T | A | M | C | R | E | D | I | T | C | V | M | S | E | R | V | A | T | I | V | S | S | A | T | I | M | O | R | E |
| 5  |  | A | V | G | V | S | T | O | E | T | F | I | D | E | I | C | H | R | I | S | T | I | S | V | B | L | E | G | E | P | R | O | B | A | T | A |
|    |  | G | L | O | R | I | A | I | A | M | S | A | E | C | L | O | P | R | O | C | E | S | S | I | T | C | A | N | D | I | D | A | M | I | T | I |
|    |  | A | D | C | V | M | V | L | A | N | S | C | O | E | T | V | S | E | T | T | O | T | A | O | R | N | A | T | A | S | E | R | E | N | I | S |
|    |  | M | V | N | E | R | I | B | V | S | P | R | A | E | S | T | A | N | S | N | A | T | I | S | V | T | L | A | V | R | E | A | V | O | T | A |
|    |  | V | I | R | T | V | T | V | M | T | I | T | V | L | O | S | P | R | I | M | I | S | I | A | M | D | E | B | E | A | T | A | N | N | I | S |
| 10 |  | P | R | O | G | E | N | I | E | T | A | L | I | G | E | N | V | I | T | Q | V | O | S | N | O | B | I | L | E | S | A | E | C | L | V | M |
|    |  | H | I | S | D | E | C | V | S | A | P | R | O | A | V | O | E | T | V | E | R | A | E | C | O | N | S | C | I | A | P | R | O | L | I | S |
|    |  | R | O | M | A | C | L | V | I | T | P | R | I | N | C | E | P | S | I | N | V | I | C | T | I | M | I | L | I | T | I | S | A | L | M | A |
|    |  | O | T | I | A | P | A | C | I | S | A | M | A | N | S | H | A | E | C | S | V | N | T | M | I | T | I | S | S | I | M | A | D | O | N | A |
|    |  | H | O | C | A | T | A | V | I | M | E | R | I | T | V | M | V | O | T | I | S | P | O | S | T | E | D | I | T | V | S | O | R | B | I | S |
| 15 |  | E | R | V | M | P | E | N | S | D | O | C | V | I | T | N | E | N | O | R | I | N | T | F | R | A | N | G | E | R | E | F | I | D | E | I |
|    |  | O | P | T | I | M | A | I | V | R | A | P | A | R | E | S | C | V | R | I | S | S | V | B | M | A | R | T | I | S | I | N | I | Q | U | I |
|    |  | N | V | L | L | I | S | L | A | E | S | A | F | I | D | E | S | H | I | N | C | I | V | G | I | S | T | A | M | I | N | E | F | A | T | A |
|    |  | V | O | B | I | S | F | I | L | A | L | E | G | V | N | T | P | L | A | C | I | D | A | P | I | E | T | A | T | E | S | E | C | V | T | A |
|    |  | E | T | R | E | S | C | O | N | S | T | A | N | T | I | N | V | N | C | E | X | E | R | I | T | I | N | C | L | I | T | A | F | A | M | A |
| 20 |  | A | V | C | T | A | S | T | I | R | P | E | P | I | A | V | O | T | O | A | C | C | V | M | V | L | A | T | A | P | E | R | E | N | N | I |
|    |  | S | A | N | C | T | A | S | V | A | S | S | E | D | E | S | A | D | M | E | N | T | I | S | G | A | V | D | I | A | M | I | G | R | A | T |
|    |  | A | E | T | H | E | R | I | O | R | E | S | I | D | E | N | S | F | E | L | I | X | I | N | C | A | R | D | I | N | E | M | U | N | D | I |
|    |  | I | A | M | P | A | T | R | I | A | E | V | I | R | T | V | T | I | S | O | P | V | S | B | E | L | L | I | N | E | L | A | B | O | R | E |
|    |  | A | N | I | V | S | T | I | M | E | R | I | T | I | S | D | I | C | A | M | M | E | N | T | I | S | Q | V | E | S | E | R | E | N | A | E |
| 25 |  | E | T | P | I | A | D | O | N | A | C | A | N | A | M | F | E | C | V | N | D | A | Q | V | E | P | E | C | T | O | R | A | N | O | T | O |
|    |  | R | I | T | E | D | E | O | S | I | C | M | E | N | T | E | V | I | G | E | N | T | C | V | I | G | A | V | D | I | A | C | A | S | T | A |
|    |  | C | L | A | V | D | I | V | S | I | N | V | I | C | T | V | S | B | E | L | L | I | S | I | N | S | I | G | N | I | A | M | A | G | N | A |
|    |  | V | I | R | T | V | T | V | M | T | V | L | E | R | I | T | G | O | T | H | I | C | O | D | E | M | I | L | I | T | E | P | A | R | T | A |
|    |  | E | T | P | I | E | T | A | T | E | P | O | T | E | N | S | C | O | N | S | T | A | N | T | I | V | S | O | M | N | I | A | P | A | C | E |
| 30 |  | A | C | I | V | S | T | I | S | A | V | C | T | V | S | C | O | M | P | L | E | R | I | T | S | A | E | C | V | L | A | D | O | N | I | S |
|    |  | H | A | E | C | P | O | T | I | O | R | E | F | I | D | E | M | E | R | I | T | I | S | M | A | I | O | R | I | B | V | S | O | R | T | A |
|    |  | O | R | B | I | D | O | N | A | T | V | O | P | R | A | E | S | T | A | S | S | V | P | E | R | A | S | Q | V | E | P | R | I | O | R | A |
|    |  | P | E | R | Q | V | E | T | V | O | S | N | A | T | O | S | V | I | N | C | I | S | P | R | A | E | C | O | N | I | A | M | A | G | N | A |
|    |  | A | C | T | I | B | I | L | E | G | E | D | E | I | I | V | S | S | I | S | Q | V | E | P | E | R | E | N | N | I | A | F | I | E | N | T |
| 35 |  | S | A | E | C | L | A | P | I | I | S | C | E | P | T | R | I | T | E | C | O | N | S | T | A | N | T | I | N | E | S | E | R | E | N | O |

## Ediciones recientes
- Elsa Kluge, P. Optatiani Porfyrii Carmina, Teubner, 1926
- Giovanni Polara, Publii Optatiani Porfyrii Carmina, Paravia, 1973